# Schachtar Donezk
Der Futbolnyj klub Schachtar Donezk (ukrainisch Футбольний клуб Шахтар Донецьк, englisch Shakhtar Donetsk; russisch Футбольный клуб Шахтёр Донецк ‚Futbolny klub Schachtjor Donezk‘), kurz Schachtar Donezk, ist ein Fußballverein aus der ostukrainischen Stadt Donezk. Der Verein wurde am 3. April 1936 gegründet und gehört mit Dynamo Kiew zu den Mannschaften, die noch nie aus der Premjer-Liha, der ersten ukrainischen Liga, abgestiegen sind.
Der Name (Шахтар / Шахтёр – „Bergarbeiter“) leitet sich vom wichtigsten Industriezweig der Region Donbass ab, dem Bergbau. Die Vereinsfarben sind Orange-Schwarz, gespielt wird gegenwärtig in orangefarbenem Hemd, oranger Hose und orangen Stutzen.
Der Klub gewann zehn Meistertitel, ist elfmaliger ukrainischer Pokalsieger, viermaliger sowjetischer Pokalgewinner und gewann 2009 den UEFA-Pokal. Er ist damit nach Dynamo Kiew der zweiterfolgreichste Fußballverein des Landes.
Seit 2014 trägt der Fußballklub wegen des Krieges in der Ostukraine seine Heimspiele nur in anderen Städten aus, aktuell im Olympiastadion Kiew bzw. internationale Partien in der Arena AufSchalke in Gelsenkirchen und im Volksparkstadion in Hamburg.

## Geschichte

### Russisches Kaiserreich und Sowjetunion

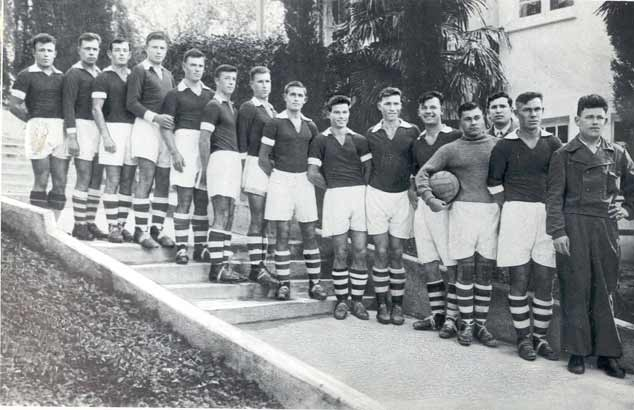
Stachanowez Donezk im Jahr 1937

Logo der sowjetischen Zeit

Bereits 1911 wurde im metallurgischen Werk der Neurussland-Gesellschaft eine Sportvereinigung gegründet. Auf ihrer Grundlage entstand Anfang April 1936 der Fußballclub unter dem Namen Stachanowez Stalino (benannt nach der Stachanow-Bewegung), dessen erstes Spiel am 24. Mai 1936 ausgetragen wurde. Der Verein nahm im Folgenden an gesamtsowjetischen Wettbewerben teil. Schon 1938 spielte der Verein erstmals in der höchsten sowjetischen Liga. Zu Spielern des Vereins zählten die fußballerisch begabtesten Bergarbeiter aus der Region Donezk, die für Fußballspiele von der Arbeit beurlaubt wurden. Die für Donezk erfolgreich begonnene Saison 1941 wurde jäh vom Krieg und der deutschen Besatzung abgebrochen, in deren Verlauf bis zum Jahr 1944 ca. 60.000 Menschen in Donezk getötet wurden.
Nach dem Krieg begann der Wiederaufbau der Stadt, der Spielbetrieb wurde 1945 wieder aufgenommen. Ein Jahr später wurde der Verein in Schachtjor Stalino und 1961 in Schachtjor Donezk umbenannt. Das Team spielte bis 1991 fast durchgehend in der höchsten sowjetischen Spielklasse. 1971 war Schachtar Donezk zum ersten und einzigen Mal in die Perwaja Liga abgestiegen, doch bereits in der Saison 1975 wurde die Mannschaft sowjetischer Vizemeister. Durch diesen Erfolg debütierte das Team aus Donezk in der Saison 1976/77 im UEFA-Pokal und erreichte dabei die dritte Runde, wo jedoch der spätere Sieger Juventus Turin sich durchsetzen konnte. Auch wenn in den Sowjetzeiten kein einziges Mal der Meistertitel gewonnen werden konnte, gewann das damals hauptsächlich als Schachtjor bekannte Team 1960, 1961, 1980 und 1983 jeweils den sowjetischen Pokal sowie 1984 den sowjetischen Supercup.

### Ukraine

Logo 1997–2007

Nach dem Zerfall der Sowjetunion und der damit verbundenen Unabhängigkeit der Ukraine begann Schachtar in der neuen ukrainischen Liga zu spielen. Zunächst wurde die Liga von dem Dauerrivalen Dynamo Kiew aus der Hauptstadt dominiert, doch seit der Übernahme Schachtars durch den Milliardär Achmetow wurde der Verein mit großzügigen Geldzuwendungen konsequent aufgebaut. Seitdem wurde Schachtar Donezk zum ernsthaften Konkurrenten des Teams aus der ukrainischen Hauptstadt, wurde vielfacher ukrainischer Meister und tritt auch in internationalen Wettbewerben zunehmend erfolgreich auf.

#### 1992–1996: Etablierung im Oberhaus
| Saison  | Platz | Torver- hältnis | Punkte |
| ------- | ----- | --------------- | ------ |
| 1992/93 | 4     | 44:32           | 34:26  |
| 1993/94 | 2     | 64:32           | 49:19  |
| 1994/95 | 4     | 52:29           | 62     |
| 1995/96 | 10    | 44:43           | 45     |

In der ersten Saison wurde die ukrainische Liga noch in zwei Gruppen aufgeteilt und dauerte nur von März bis Juni. In Gruppe A konnte Schachtar hinter Tawrija Simferopol den zweiten Platz erreichen und nahm damit am Play-off um den gesamten dritten Platz teil. In diesem unterlag man jedoch dem FK Dnipro knapp mit 2:3. Seit der Saison 1992/93 wird die Liga im bis heute angewandten Modus ausgetragen. Nach einem vierten Platz gelang 1993/94 der zweite Platz hinter dem dominanten Dynamo Kiew. Damit nahm Schachtar erstmals an einem Europapokal teil, nämlich stieg man in die Vorrunde des UEFA-Pokals ein. Dort unterlag man Lillestrøm SK mit 1:4, woraufhin man mit einem 2:0 im Rückspiel das Ausscheiden nicht verhindern konnte.
In der Saison 1994/95 wurde man zwar nur Vierter, jedoch konnte man im Endspiel des ukrainischen Pokals den FK Dnipro im Elfmeterschießen bezwingen und sich so nicht nur den ersten Pokalsieg der Vereinsgeschichte, sondern auch die Teilnahme am Europapokal der Pokalsieger 1995/96 sichern. Dort unterlag man jedoch schon in der ersten Runde dem FC Brügge. Nach einem 0:1 im Hinspiel erlangte man im Rückspiel lediglich ein 1:1. In der Saison 1995/96 ließ der Verein ein gutes Abschneiden in der Liga zu wünschen übrig. Der zehnte Platz ist bis heute die schlechteste Platzierung überhaupt. Dennoch nahm der Verein am UEFA Intertoto Cup 1996 teil, wo man mit Rotor Wolgograd, dem FC Basel, Antalyaspor und Ataka-Aura Minsk Gruppe 7 vervollständigte. Vor dem Verein aus Minsk belegte Schachtar lediglich den vierten Platz und verpasste daher die Teilnahme am Europapokal.

#### 1996–2002: Erste nationale Titel
| Saison    | Platz | Torver- hältnis | Punkte |
| --------- | ----- | --------------- | ------ |
| 1996/97   | 2     | 72:28           | 62     |
| 1997/98   | 2     | 61:25           | 67     |
| 1998/99   | 2     | 70:25           | 65     |
| 1999/2000 | 2     | 60:16           | 66     |
| 2000/01   | 2     | 71:21           | 63     |
| 2001/02   | 1     | 49:10           | 66     |

Am 11. Oktober 1996 wurde der Verein durch den aus Donezk stammenden Milliardär Rinat Achmetow übernommen. Damit sollte der Verein durch großzügige Geldzuwendungen einen sportlichen Aufschwung erleben und zunehmend mit den anderen großen Vereinen der Ukraine konkurrieren können. Das Vorhaben schien aufzugehen, da in der Saison 1996/97 der zweite Platz erreicht werden konnte. Hinzu kam der zweite Pokalsieg, erneut schlug man hierbei den FK Dnipro im Endspiel mit 1:0. Im Europapokal der Pokalsieger konnte man erstmals eine Runde überstehen. Mit 3:2 und 1:1 setzte man sich gegen Boavista Porto durch, aber in der zweiten Runde setzte es das Aus durch zwei Niederlagen gegen Vicenza Calcio mit 1:3 und 1:2.
Auch die weiteren Spielzeiten der ukrainischen Liga waren durch die Dominanz von Dynamo Kiew und Schachtar Donezk geprägt. An den Verein aus der Hauptstadt schaffte es Schachtar jedoch nicht vorbei und wurde immer Vizemeister. Nachdem man in der Saison 1999/2000 auf Dynamo Kiew 18 Punkte Rückstand hatte, war es in der Saison 2000/01 nur noch einer.
Auf internationalem Niveau nahm der Verein durch die serielle Vizemeisterschaft konstant an den Qualifikationsspielen des Europapokals teil. Im UEFA-Pokal 1998/99 besiegte man den maltesischen FC Birkirkara souverän mit 2:1 und 4:0. Jedoch schied man in der zweiten Qualifikationsrunde nach einer 0:4-Niederlage im Hinspiel und einem 3:2-Rückspielsieg gegen den FC Zürich aus. In der darauffolgenden Spielzeit gab es nur eine Qualifikationsrunde. Dort trat man gegen Sileks Kratovo aus Nordmazedonien an und setzte sich mit einem 3:1-Heimsieg und einer 1:2-Niederlage im Rückspiel knapp durch. Zwei Niederlagen gegen Roda JC Kerkrade mit 0:2 und 1:3 besiegelten jedoch das Aus in der ersten Runde.
Da die ukrainischen Vereine konstant in den Europapokalen gute Leistungen zeigten, änderten sich ab der Saison 1999/2000 die Bestimmungen für die Qualifikationsplätze, die man über die ukrainische Liga erspielen konnte. Trotz anhaltender Vizemeisterschaft durfte Schachtar daher erstmals an der Qualifikation zur UEFA Champions League teilnehmen. Der Verein stieg in der zweiten Runde ein, wo man den FC Levadia Maardu mit einem Gesamtergebnis von 9:2 deutlich bezwang. In der dritten Runde verlor man im Hinspiel gegen Slavia Prag mit 0:1, gewann dafür aber zuhause nach Verlängerung mit 2:0 und qualifizierte sich so für die erste Gruppenphase. Dort trat man in Gruppe B gegen den FC Arsenal, die SS Lazio und Sparta Prag an. Aus sechs Spielen holte man lediglich zwei Siege – darunter auch ein beachtliches 3:0 gegen Arsenal – verlor dafür aber alle anderen Partien. Als Drittplatzierter durfte Schachtar in der dritten Runde des UEFA-Pokals weiterspielen, jedoch ging diese mit 0:0 und 0:1 knapp gegen Celta Vigo verloren.
In der Saison 2000/01 wurde erneut der ukrainische Pokal gewonnen, doch im Hinblick auf die Teilnahme am Europapokal stand die Vizemeisterschaft über dem Pokalsieg. Der Verein nahm daher erneut an den Qualifikationsspielen zur UEFA Champions League 2001/02 teil. Nachdem man in der zweiten Runde den FC Lugano erledigte, gab es in der dritten Runde jedoch kein Weiterkommen gegen Borussia Dortmund. Daraufhin ging es in die erste Runde des UEFA-Pokals, wo man jedoch ZSKA Sofia unterlag. Eine 0:3-Niederlage aus dem Hinspiel wurde hierbei mit einem 2:1-Sieg im Rückspiel nur unzureichend kompensiert.
In der Saison 2001/02 gelang schlussendlich der lang ersehnte Meistertitel mit einem Punkt Vorsprung auf Dynamo Kiew. Schachtar blieb in dieser Saison ungeschlagen (20 Siege, sechs Remis) und kassierte nur zehn Gegentore. Der Verein wurde in der gleichen Spielzeit erneut Pokalsieger, sodass er zum ersten Mal auch das nationale Double gewonnen hat. Es handelt sich um das fünfte Double seit der Unabhängigkeit der Ukraine und Schachtar Donezk ist der zweite ukrainische Verein nach Dynamo Kiew, der dieses erreichen konnte.

#### 2002–2009: Der lange Weg zum UEFA-Pokalsieg
| Saison  | Platz | Torver- hältnis | Punkte |
| ------- | ----- | --------------- | ------ |
| 2002/03 | 2     | 61:24           | 70     |
| 2003/04 | 2     | 62:19           | 70     |
| 2004/05 | 1     | 63:19           | 80     |
| 2005/06 | 1     | 64:14           | 75     |
| 2006/07 | 2     | 57:20           | 63     |
| 2007/08 | 1     | 75:24           | 74     |
| 2008/09 | 2     | 47:16           | 64     |

Der Meistertitel berechtigte Schachtar zur Teilnahme an der dritten Qualifikationsrunde zur Champions League. Nach einem doppelten 1:1 unterlag der Verein jedoch dem FC Brügge im Elfmeterschießen und musste sich erneut mit dem UEFA-Pokal zufriedengeben. Aber auch dort kam man nicht über die erste Runde hinaus, da man im Hinspiel gegen den FK Austria Wien mit 1:5 verlor und im anschließenden Rückspiel nur 1:0 gewann. Auf nationalem Niveau gelang in der Spielzeit 2002/03 sowohl in der Liga als auch im Pokal nur der jeweils zweite Platz. Die Teilnahme an der Champions-League-Qualifikation blieb dem Verein aber nicht verwehrt. In der zweiten Runde bestand man gegen Sheriff Tiraspol nach einem torlosen Hinspiel mit 2:0 im Rückspiel. Allerdings unterlag man in der dritten Runde trotz eines 1:0-Hinspielsieges Lokomotive Moskau mit 1:3 und rutschte erneut in den UEFA-Pokal. Der Verein unterlag abermals in der ersten Runde, diesmal gab es ein 2:3 und ein 0:2 gegen Dinamo Bukarest.
In der Saison 2003/04 war der ehemalige Bundesliga-Spieler Bernd Schuster Cheftrainer der Mannschaft und wurde bereits am 5. Mai 2004 entlassen. Nachfolger wurde der ehemalige Trainer von Beşiktaş Istanbul und Galatasaray Istanbul, der rumänische Spezialist Mircea Lucescu. Schachtar vergab die Meisterschaft erneut an Dynamo Kiew, konnte dafür aber mit einem 2:0 gegen den FK Dnipro das dritte Mal in vier Jahren und das fünfte Mal insgesamt den Pokal gewinnen. Damit nahm Schachtar in der ersten Ausgabe des ukrainischen Supercups teil, scheiterte dort jedoch im Elfmeterschießen an Dynamo Kiew. Dem Verein gelang nach vier Jahren Abszenz die zweite Teilnahme an der Gruppenphase der Champions League, nachdem man sich recht deutlich gegen den FC Pjunik Jerewan und den FC Brügge durchsetzte. Schachtar landete in einer relativ schwierigen Gruppe F mit dem AC Mailand, dem FC Barcelona und Celtic Glasgow und belegte dabei den dritten Platz vor den Schotten. Der Verein spielte daher im UEFA-Pokal weiter und stand so zum ersten Mal in der K.O.-Runde eines Europapokals. Im Sechzehntelfinale setzte man sich nach einem 1:1 zuhause mit einem 1:0-Auswärtssieg im Rückspiel gegen den FC Schalke 04 durch. Im Achtelfinale unterlag man AZ Alkmaar mit 1:3 und 1:2 und war damit ausgeschieden.
In der Saison 2004/05 wurde Schachtar Donezk zum zweiten Mal ukrainischer Meister, im Pokal unterlag man erst im Finale Dynamo Kiew mit 0:1. Die Rache folgte im Supercup, als man im Elfmeterschießen überlegen war und damit den ersten Sieg im Bewerb feierte. In der dritten Qualifikationsrunde zur UEFA Champions League 2005/06 begegnete man Inter Mailand, gegen das man mit 0:2 und 1:1 unterlag. Daher ging es für den Verein erneut in den UEFA-Pokal. In der ersten Runde überwand man Debreceni VSC mit einem Gesamtergebnis von 6:1 deutlich. In Gruppe G mit Rapid Bukarest, dem VfB Stuttgart, PAOK Thessaloniki und Stade Rennes entschied man drei von vier Spielen für sich. Lediglich dem Verein aus Bukarest blieb man mit 0:1 unterlegen und wurde damit hinter diesem Zweiter. Der Verein unterlag im Hinspiel des Sechzehntelfinals dem OSC Lille mit 2:3. Das Rückspiel endete 0:0, womit die Ukrainer ausschieden.
In der Saison 2005/06 beendeten sowohl Schachtar Donezk als auch Dynamo Kiew die Liga mit 75 Punkten. Es wurde daher ein Golden Match ausgetragen, das Schachtar nach Verlängerung mit 2:1 für sich entschied. Der Meistertitel wurde damit verteidigt, jedoch verpasste man im Pokal erstmals seit 2001 das Endspiel, da man schon im Achtelfinale überraschend dem Zweitligisten Karpaty Lwiw mit 0:1 unterlag. Im Supercup verlor man gegen Dynamo Kiew mit 0:2.
Zur Saison 2006/07 erreichte der Verein mit zwei Siegen von 1:0 und 3:2 gegen Legia Warschau die Champions-League-Gruppenphase. In Gruppe D begegnete man dem FC Valencia, der AS Rom und Olympiakos Piräus. Schachtar gelangen nur ein Sieg (1:0 gegen Rom) und drei Remis, für den Aufstieg ins Achtelfinale war das zu wenig. Als Drittplatzierter spielte man aber im UEFA-Pokal weiter. Im Sechzehntelfinale setzte man sich nach einem 1:1 im Hinspiel mit einem 1:0-Rückspielsieg gegen die AS Nancy durch. Im Achtelfinale kämpfte man gegen den späteren Sieger FC Sevilla ordentlich und spielte zweimal 2:2. Das Rückspiel in Donezk ging in der Verlängerung mit 2:3 aber verloren. In der Liga und im Pokal wurde Schachtar erneut jeweils Zweiter. Im Supercup unterlag man Dynamo Kiew erneut, diesmal im Elfmeterschießen.
Zu Beginn der Saison 2007/08 hatte sich der Verein weiter verstärkt. So wurden aus Italien der Stürmer Cristiano Lucarelli, der Mexikaner Nery Castillo von Olympiakos Piräus und der brasilianische Youngster Ilsinho verpflichtet. Der ukrainische Klub hatte aber auch einige wichtige Abgänge zu verzeichnen. So wechselte Ciprian Marica zum amtierenden deutschen Meister, dem VfB Stuttgart. Matuzalém, der Spielmacher und Torjäger, wechselte nach Spanien zu Real Saragossa. Auch der brasilianische Nationalspieler und Copa-América-Gewinner 2007 Elano verließ den Klub. Er wechselte in die englische Premier League zu Manchester City.
Über die Gegnerstationen Pjunik Jerewan und FC Red Bull Salzburg ging es für den Verein aus Donezk erneut in die Gruppenphase der Champions League. Diesmal wurde man gegen die AC Mailand, Celtic Glasgow und Benfica Lissabon jedoch Letzter der Gruppe D und schied aus. Dabei startete Schachtar mit zwei Siegen ideal in die Gruppenphase hinein, verlor jedoch die restlichen Spiele allesamt. Dafür war man auf nationalem Niveau wieder voll dabei und errang das zweite Double. Sowohl im Pokal als auch im Supercup bezwang man Dynamo Kiew.
Auf internationalem Niveau sollte die Saison 2008/09 die erfolgreichste für Schachtar Donezk werden. In der dritten Qualifikationsrunde zur Champions League übermannte man Dinamo Zagreb mit 2:0 und 3:1. In Gruppe C belegte man hinter dem FC Barcelona und Sporting Lissabon, aber noch vor dem FC Basel den dritten Platz mit neun Punkten. Gegen den späteren Sieger aus Barcelona konnte man im Camp Nou sogar überraschend mit 3:2 gewinnen. Im UEFA-Pokal startete man ins Sechzehntelfinale, wo man Tottenham Hotspur mit 2:0 und 1:1 überwand. Im Achtelfinale zitterte man sich gegen ZSKA Moskau mit einer 0:1-Niederlage ins Rückspiel, gewann dieses aber mit 2:0. Gegen Olympique Marseille gab es im Viertelfinale zwei Siege mit Ergebnissen von 2:0 und 2:1. Im Halbfinale setzte man sich im ersten rein ukrainischen Europapokal-Duell gegen Dynamo Kiew durch. Im Hinspiel gab es ein 1:1, das Rückspiel wurde mit 2:1 gewonnen. Schachtar Donezk erreichte damit das Finale, wo man im Şükrü Saracoğlu Stadı gegen den SV Werder Bremen antreten musste. Nach 25 Minuten brachte Luiz Adriano die Ukrainer in Front, rund zehn Minuten später glich Naldo per Freistoß für Werder aus. Der 1:1-Zwischenstand blieb bis zum Schlusspfiff aufrecht, daher ging das Spiel in die Verlängerung. Jádson erlöste Schachtar aber in der 97. Minute mit dem 2:1-Siegtreffer. Der Verein aus Donezk gewann damit als erster ukrainischer Verein überhaupt – seit der Unabhängigkeit des Landes – einen internationalen Titel. Es war bislang auch der einzige in der Vereinsgeschichte. Im Gegenzug wurden aber die nationalen Wettbewerbe leicht vernachlässigt. Daher gab es sowohl in der Liga als auch im Pokal wieder nur den zweiten Platz zu bejubeln. Daher kam es so weit, dass man das bislang einzige Mal den ukrainischen Supercup versäumt hatte. Dafür durfte man sich im UEFA Super Cup erneut dem FC Barcelona stellen. Schauplatz war das Stade Louis II der AS Monaco. Das Goldtor zum 1:0-Sieg für Barça schoss Pedro in der 115. Minute.

#### 2009–2014: Eine Serie von fünf Meistertiteln
| Saison  | Platz | Torver- hältnis | Punkte |
| ------- | ----- | --------------- | ------ |
| 2009/10 | 1     | 62:18           | 77     |
| 2010/11 | 1     | 53:16           | 72     |
| 2011/12 | 1     | 80:18           | 79     |
| 2012/13 | 1     | 82:18           | 79     |
| 2013/14 | 1     | 62:23           | 65     |

Im Vergleich zur Gegenwart war im Jahr 2009 noch nicht die Regel, dass der Sieger des UEFA-Pokals – der in der darauffolgenden Saison zur UEFA Europa League wurde – automatisch an der Gruppenphase der Champions League teilnimmt. Schachtar Donezk nahm daher wie gewohnt an den Qualifikationsspielen teil, scheiterte aber schon in der dritten Runde aufgrund der Auswärtstorregel an ACS Poli Timișoara. Der Verein rutschte daraufhin in die Playoff-Runde der Europa-League-Qualifikation und setzte sich mit 3:0 und 2:0 gegen Sivasspor durch. In Gruppe J begegnete man dem FC Brügge, dem FC Toulouse und dem FK Partizan Belgrad. Mit vier Siegen aus den ersten vier Spielen fixierte Schachtar vorzeitig den Aufstieg in die K.O.-Runde. In den letzten beiden Gruppenspielen gab es nur einen Punkt. In weiterer Folge verlor man im Sechzehntelfinale mit 1:2 gegen den FC Fulham, im Rückspiel reichte es nur zu einem 1:1. Während man im Halbfinale des Pokals das Stadtderby gegen Metalurh Donezk mit 1:2 verlor, sicherte man sich in der Liga den fünften Meistertitel. Im Supercup setzte es einen 7:1-Kantersieg über Tawrija Simferopol.
Die starken Leistungen der ukrainischen Mannschaften im Europapokal erlaubten Schachtar als Meister direkt an der Gruppenphase der Champions League teilzunehmen. Dort konnte der Verein in Gruppe H gegen den FC Arsenal, Sporting Braga und FK Partizan Belgrad fünf Siege aus sechs Spielen einfahren und somit Gruppensieger werden. Schachtar stand damit zum ersten Mal im Achtelfinale der Champions League. Dort setzte man sich überraschend souverän mit 3:2 und 3:0 gegen die AS Rom durch. In weiterer Folge setzte es jedoch mit 1:5 und 0:1 das Aus im Viertelfinale gegen den späteren Sieger FC Barcelona. Der Meistertitel konnte verteidigt werden, weiters besiegte man Dynamo Kiew mit 2:0 und gewann so zum siebten Mal den ukrainischen Pokal. Jedoch folgte die Rache des Hauptstadtvereins im Supercup, als man dort 1:3 verlor.

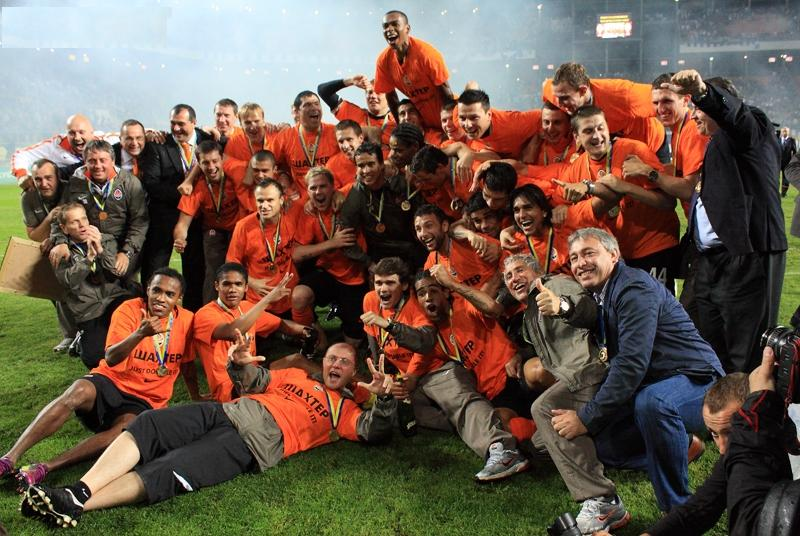
Die Mannschaft nach Gewinn des ukrainischen Fußballpokals 2011

Auch in der Saison 2011/12 spielte Schachtar Donezk in der Gruppenphase der Champions League, konnte dort aber nicht annähernd an die starken Leistungen der Vorsaison anknüpfen. Nur am letzten Spieltag gab es den einzigen Sieg (2:0 gegen APOEL Nikosia), ansonsten verbuchte man lediglich zwei Remis. Hinter APOEL und den beiden weiteren Gegnern Zenit St. Petersburg und FC Porto belegte Schachtar Platz 4 und schied damit frühzeitig aus dem Europapokal aus. Jedoch wurde Schachtar Donezk zum zweiten ukrainischen Verein nach Dynamo Kiew, der das Double aus Meisterschaft und Pokal verteidigen konnte. Im Pokalfinale blieb man im Stadtderby gegen Metalurh Donezk mit 2:1 überlegen und unterstrich diese Überlegenheit nochmal im Supercup, wo man den gleichen Gegner mit 2:0 besiegte.
Schachtar Donezk war die nationale Dominanz in der Ukraine mittlerweile deutlich anzusehen, was auch die Rivalität zu Dynamo Kiew immer weiter anheizte. Das sollte sich auch zur Spielzeit 2012/13 nicht ändern. Mit einer unsauberen Bilanz von drei Siegen, einem Remis und zwei Niederlagen setzte sich Schachtar in einer schwierigen Champions-League-Gruppe E gegen Juventus Turin, den FC Chelsea und den FC Nordsjælland durch. Ebenso wie Chelsea sammelte Schachtar zehn Punkte, verfügte aber sowohl über die schlechtere Tordifferenz (4 zu 6) als auch über die geringere Anzahl an erzielten Toren (12 zu 16). Ausschlaggebend war letztendlich aber die Anzahl der in Auswärtsspielen erzielten Tore (8 zu 5), weshalb Schachtar der zweite Platz zugesprochen wurde. Im Achtelfinale traf man auf Borussia Dortmund – im Hinspiel gab es ein 2:2, das Rückspiel verloren die Ukrainer mit 0:3. Jedoch gelang es dem Verein zum dritten Mal in Folge, das nationale Double zu holen. Aber auch das war in der Ukraine keine Premiere durch Schachtar Donezk, hierfür hätte es ein weiteres Double benötigt. Sowohl im Pokalfinale (3:0) als auch im Supercup (3:1) bezwang man Tschornomorez Odessa.
In der Gruppenphase der UEFA Champions League 2013/14 traf man in der Gruppe A auf Manchester United, Bayer 04 Leverkusen und Beşiktaş Istanbul. Noch vor dem Klub aus Istanbul belegte Schachtar mit acht Punkten Platz 3 und spielte daher in der Europa League weiter. Dort unterlag man jedoch im Sechzehntelfinale Viktoria Pilsen. Auf ein 1:1 in Tschechien folgte eine 1:2-Heimniederlage. In der Liga schnappte man sich mit Bravour den fünften Meistertitel in Serie, verpasste es jedoch, sich das vierte Double in Serie zu sichern. Im Pokalfinale unterlag man nämlich Dynamo Kiew – das selbst drei Doubles hintereinander holte – mit 1:2. Es folgte die Rache im Supercup mit einem 2:0-Erfolg.

#### 2014–2020: Kriegsreise durch die Ukraine
| Saison  | Platz | Torver- hältnis | Punkte |
| ------- | ----- | --------------- | ------ |
| 2014/15 | 2     | 71:21           | 56     |
| 2015/16 | 2     | 76:25           | 63     |
| 2016/17 | 1     | 66:24           | 80     |
| 2017/18 | 1     | 71:24           | 75     |
| 2018/19 | 1     | 73:11           | 83     |
| 2019/20 | 1     | 80:26           | 82     |

Bereits im April 2014 musste Schachtar Donezk aufgrund des Krieges zwischen der Ukraine und Russland von der Donbass Arena in die Arena Lwiw umziehen. Das Heimstadion wurde im weiteren Jahresverlauf teilweise zerstört und damit unbenutzbar gemacht.
In der 2014/15 stand Schachtar bereits zum fünften Mal in Folge und zum zehnten Mal überhaupt in der Gruppenphase der Champions League und trumpfte damit schon zum Stammgast im Wettbewerb auf. In Gruppe H begegnete man erneut dem FC Porto, weiters mischten Athletic Bilbao und BATE Baryssau mit. Gegen BATE gab es die beiden einzigen Siege für Schachtar, jedoch fielen diese in der Höhe von 7:0 und 5:0 sehr deutlich aus. Allerdings gab es auch nur eine Niederlage (0:1 gegen Bilbao), womit sich die Ukrainer mit neun Punkten Platz 2 und damit den erneuten Aufstieg ins Achtelfinale sicherten. Es sollte eine der denkwürdigsten K.O.-Runden in der Champions-League-Geschichte werden. Gegner war der hochfavorisierte FC Bayern München, der im Hinspiel in Donezk einen Platzverweis kassierte. Die Partie endete torlos – für Schachtar dennoch ein kleiner Achtungserfolg. Im Rückspiel in der Allianz-Arena gab es wiederum den Platzverweis für die Ukrainer. Diesen gab es aber bereits in der dritten Minute, was somit einem der schnellsten Platzverweise in der Champions League entspricht. Entsprechend fiel auch das Endergebnis zu Gunsten der Bayern aus, die das Spiel mit 7:0 für sich entschieden. Nach fünf aufeinanderfolgenden Meistertiteln wurde Schachtar in der Spielzeit 2014/15 nur Vizemeister und unterlag auch im Pokalfinale Dynamo Kiew im Elfmeterschießen. Erneut wusste sich der Verein aus Donezk aber zu rächen und siegte im Supercup mit 2:0. Mit vier aufeinanderfolgenden Supercup-Titeln hält er außerdem den ukrainischen Rekord.
Als Vizemeister musste Schachtar erstmals seit sechs Jahren wieder an den Qualifikationsspielen zur Champions League teilnehmen. Gegen Fenerbahçe Istanbul und SK Rapid Wien gab es jeweils ein Remis und einen Sieg. Der Verein landete in einer schwierigen Gruppe A mit Real Madrid, Paris Saint-Germain und Malmö FF. Mit Ausnahme eines 4:0 gegen Malmö verlor Schachtar jedoch alle Spiele. Am Ende profitierte man lediglich von der besseren Tordifferenz und wurde vor den Schweden Dritter. Dafür erlebte man in der K.O.-Runde der Europa League einen ungewöhnlichen Lauf. Im Sechzehntelfinale bezwang man – wie schon elf Jahre zuvor – Schalke 04 auswärts mit 3:0, nachdem es in Donezk keine Tore gab. Im Achtelfinale gewann man gegen den RSC Anderlecht doppelt mit 3:1 und 1:0. Das Viertelfinale gegen Sporting Braga wurde mit 2:1 und 4:0 ebenfalls deutlich überstanden. Erst im Halbfinale verlor man gegen den späteren Sieger FC Sevilla mit 1:3 nach einem 2:2 im Hinspiel. Mit einem 2:0 gegen Sorja Luhansk gewann man zum zehnten Mal den ukrainischen Pokal. Gegen den Meister Dynamo Kiew unterlag man im Supercup erst im Elfmeterschießen.
Zur Saison 2016/17 verpasste man erstmals die Champions League, da man in der dritten Qualifikationsrunde dem BSC Young Boys unterlag. Beide Spiele endeten jeweils mit 2:0 für die Heimmannschaft, im Rückspiel in Bern unterlag Schachtar im Elfmeterschießen. Die Qualifikation zur Europa League gelang aber mit 2:1 und 2:0 gegen Istanbul Başakşehir FK. In Gruppe H gegen KAA Gent, Sporting Braga und Konyaspor legte man eine beeindruckende Bilanz hin – 18 Punkte, 21 Tore und nur fünf Gegentore. Da kam es leicht überraschend, als Schachtar im Sechzehntelfinale dem Überraschungsteam Celta Vigo unterlag. Im Hinspiel gab es einen 1:0-Auswärtserfolg, anschließend verlor man zuhause mit 0:2 und schied aus. Mit einem deutlichen Vorsprung von 13 Punkten wurde der Verein aus Donezk zum zehnten Mal ukrainischer Meister und ließ Dynamo Kiew sowohl im Pokalfinale als auch im Supercup hinter sich.
Im Winter 2017 entschied sich der Verein, in das Metalist-Stadion von Charkiw weiterzuziehen, da man sich dort einen höheren Zuspruch von Fans erwartete als in Lwiw, wo teilweise nur eine geringe Stadionauslastung bemerkbar wurde.
Als Meister kehrte Schachtar in die Champions League zurück und war in einer schwierigen Gruppe F gegen Manchester City, die SSC Neapel und Feyenoord Rotterdam prompt gefordert. Jedoch behielten die Ukrainer die Nerven und holten aus sechs Spielen vier Siege, was für Platz 2 hinter den Cityzens reichte. Im Achtelfinale gab es einen 2:1-Sieg und eine 1:0-Niederlage gegen die AS Rom. Im Endeffekt schied Schachtar nur aufgrund der Auswärtstorregel aus. Das Double aus Liga und Pokal konnte verteidigt werden, jedoch unterlag man Dynamo Kiew im Supercup mit 0:2.
In der Saison 2018/19 kam Schachtar in die Gruppe F der Champions League, wo man hinter Manchester City und Olympique Lyon, aber noch vor der TSG 1899 Hoffenheim Platz 3 erreichte. Nur einmal konnte man gegen die TSG ein 3:2 einfahren, in allen anderen Partien blieb man ohne Sieg. So schied man auch schon im Sechzehntelfinale der Europa League gegen die Eintracht Frankfurt aus. Nach einem 2:2 in Donezk verlor man in Frankfurt mit 1:4. Der Verein erlangte daraufhin zum zweiten Mal das dritte Double in Folge, wobei er sich im Pokalfinale gegen den Zweitligisten Inhulez Petrowe durchsetzen musste und dies mit einem 4:0-Sieg auch tat. Gegen den Vizemeister Dynamo Kiew verlor man im Supercup mit 1:2.
In der UEFA Champions League 2019/20 wurde man mit Manchester City, Atalanta Bergamo und Dinamo Zagreb der Gruppe C zugelost. Erneut erlangte der Verein nur einen Sieg (2:1 gegen Atalanta) und verspielte am letzten Spieltag den Aufstieg in die K.O.-Runde (0:3 gegen Atalanta). Schachtar musste daher mit sechs Punkten als Drittplatzierter erneut den Gang in die Europa League antreten. Im Sechzehntelfinale setzte man sich überraschend gegen Benfica Lissabon durch. Im Hinspiel siegte man 2:1, im Estádio da Luz holte man einen 1:3-Rückstand auf und spielte schlussendlich 3:3. Es folgte ein 2:1-Auswärtssieg gegen den VfL Wolfsburg, das Rückspiel fand aufgrund der COVID-19-Pandemie erst im August statt. Auch da ging aber Schachtar als Sieger hervor, diesmal mit 3:0. Die weiteren Partien der K.O.-Runde wurden auf ein Spiel reduziert. Im Viertelfinale setzte man sich mit 4:1 gegen den FC Basel durch, anschließend scheiterte man aber im Halbfinale gegen Inter Mailand kläglich mit 0:5. Die Premjer-Liha 2019/20 dominierte der Verein nach Belieben und wurde dort mit 23 Punkten Vorsprung zum neunten Mal in elf Spielzeiten Meister. Im Pokal schied man bereits im Achtelfinale mit 1:2 gegen Dynamo Kiew aus. Gegen den Erzrivalen verlor man auch den Supercup mit 1:3.
Noch während der Pandemie zog der Klub weiter in das Olympiastadion Kiew, um ein alleiniges Heimrecht zu besitzen. Es handelte sich hierbei bereits um den dritten Stadionwechsel innerhalb weniger Jahre. Der Verein ist seither vorübergehend in derselben Stadt beheimatet wie der Erzrivale Dynamo Kiew.

#### Seit 2020: Gegenwart
| Saison  | Platz | Torver- hältnis | Punkte |
| ------- | ----- | --------------- | ------ |
| 2020/21 | 2     | 54:19           | 54     |
| 2021/22 | 1     | 49:10           | 47     |
| 2022/23 | 1     | 69:21           | 72     |
| 2023/24 | 1     | 63:24           | 71     |

In der Champions League 2020/21 wusste man in der Gruppenphase für ordentliche Furore zu sorgen, als man beide Spiele gegen Real Madrid mit 3:2 und 2:0 gewonnen hatte. Gegen Inter Mailand gab es zwei torlose Remis, gegen Borussia Mönchengladbach gingen beide Spiele verloren. Im Endeffekt belegte Schachtar hinter den Klubs aus Madrid und Mönchengladbach den dritten Platz und rutschte damit erneut in die Europa League ab. Im Sechzehntelfinale schlug man Maccabi Tel Aviv mit 2:0 und 1:0, anschließend setzte es im Achtelfinale mit 0:3 und 1:2 das Aus gegen die AS Rom. Auf nationaler Ebene ließ der Verein dafür aber ordentlich Federn. Im Pokal verlor man überraschend das Viertelfinale. Dabei unterlag man in Unterzahl nach Verlängerung mit 0:1 dem Zweitligisten Ahrobisnes Wolotschysk. Außerdem wurde man in dieser Saison lediglich Vizemeister. Den Supercup gegen Dynamo Kiew gewann man aber souverän mit 3:0. Es war die bislang letzte Ausgabe des Supercups, Schachtar hält dort bei neun Titeln.
Der Verein bekam es in der Champions-League-Gruppenphase annähernd mit den gleichen Gegnern zu tun wie in der Vorsaison. Statt der Borussia Mönchengladbach war diesmal der Debütant Sheriff Tiraspol mit dabei. Jedoch blieb man gegen alle drei Gruppengegner sieglos und schied mit zwei Punkten als Letzter aus. Zum ersten Mal seit zehn Jahren nahm der Verein somit nicht über den Winter hinaus am Europapokal teil. Die nationale Saison 2021/22 wurde aufgrund des Russischen Überfalls auf die Ukraine 2022 komplett abgebrochen. Meister, Pokalsieger oder Absteiger wurden in dieser Saison nicht anerkannt. Es wurden aber die Platzierungen herangezogen, die vor Saisonabbruch feststanden, um die betroffenen Vereine trotzdem am Europapokal teilnehmen zu lassen. Schachtar stand zu diesem Zeitpunkt auf dem ersten Tabellenplatz und nahm daher wie gewohnt an der Champions League teil. In Gruppe F begegnete man schon das dritte Mal in Folge Real Madrid, weiters mischten RB Leipzig und Celtic Glasgow mit. Der überraschend souveräne Auftakt, bei dem ein 4:1 gegen die Leipziger gelang, blieb aber die Ausnahme in dieser Gruppenphase. Neben drei Remis kam nicht viel bei den Ukrainern zustande, die am Ende Dritter wurden und daher in der Europa League weiterspielten. Gegen Stade Rennes endeten beide Spiele der Zwischenrunde mit einem 2:1-Sieg für die Heimmannschaft. Schachtar setzte sich aber im Elfmeterschießen durch und traf im Achtelfinale auf Feyenoord Rotterdam. Auf ein 1:1 im Hinspiel folgte im Rückspiel ein 1:7-Debakel. Der Verein konnte aber wieder ukrainischer Meister werden.
In der Saison 2023/24 traf Schachtar Donezk in der Champions-League-Gruppenphase auf den FC Barcelona, den FC Porto und Royal Antwerpen. Gegen den Verein aus Antwerpen wurden beide Spiele gewonnen, hinzu kam ein 1:0-Sieg über den FC Barcelona. Am letzten Spieltag entschied sich der Einzug ins Achtelfinale, den der FC Porto aber mit einem 5:3 für sich entschied. Schachtar belegte Platz 3 und musste daher in die Europa League wechseln. Im Sechzehntelfinale traf man auf Olympique Marseille, gegen das es ein 2:2 im Hinspiel gab. Im Stade Vélodrome unterlag der Verein aber mit 1:3. Zum insgesamt neunten Mal konnte Schachtar das Double gewinnen, der Endgegner im Pokal war mit Worskla Poltawa ein völlig neuer.
Mit 15 Meistertiteln fehlt Schachtar Donezk nur ein weiterer, um mit Rekordmeister Dynamo Kiew gleichzuziehen. Diesen hatte man bei den Pokalsiegen bereits überholt, Schachtar steht nun bei 14. Mit neun Siegen im Supercup ist man mit dem Rivalen aus Kiew wiederum gleichauf. Der Verein nimmt auch in der Saison 2024/25 wieder an der Champions League teil.

## Stadion

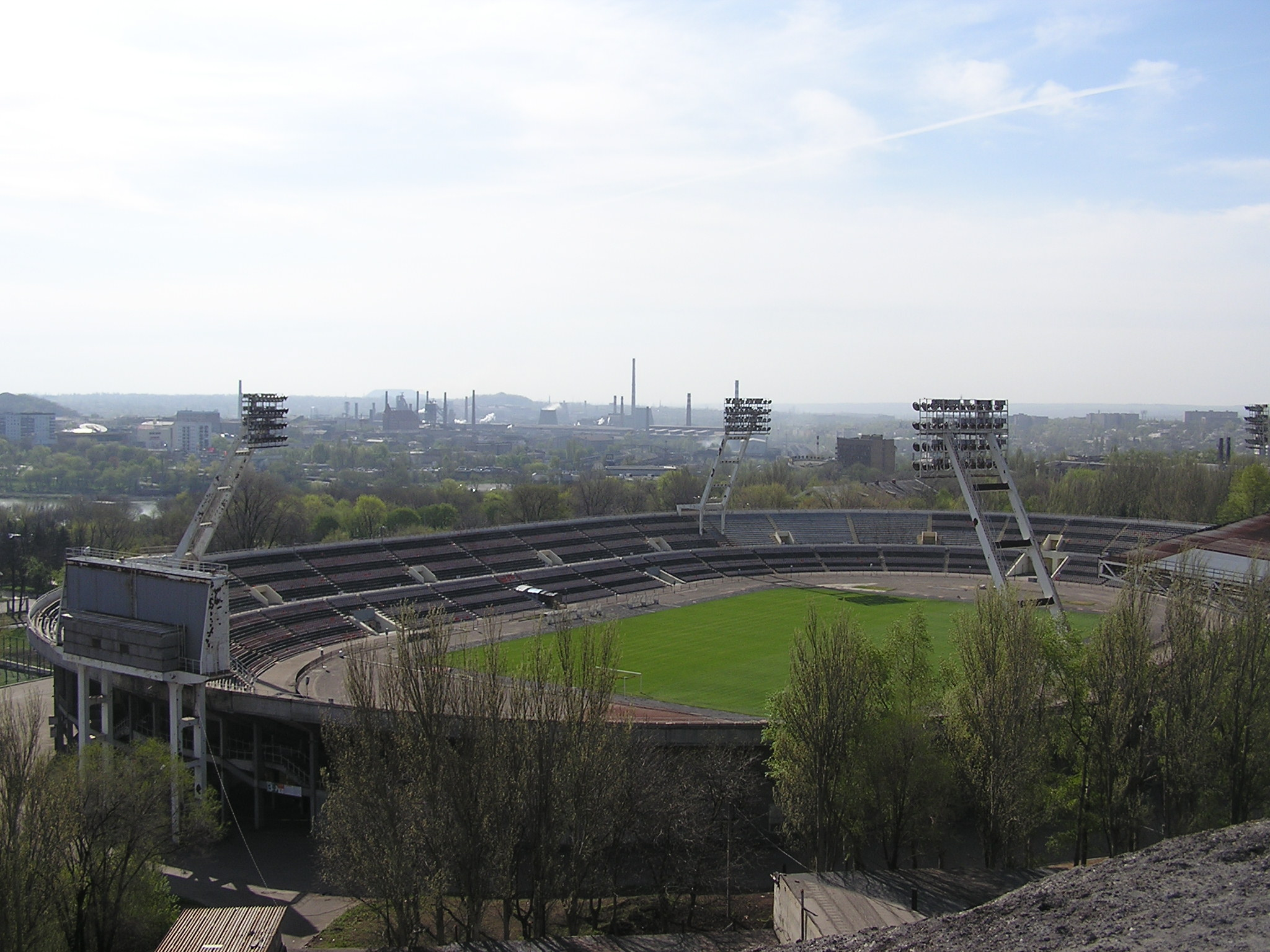
Zentralstadion Schachtar

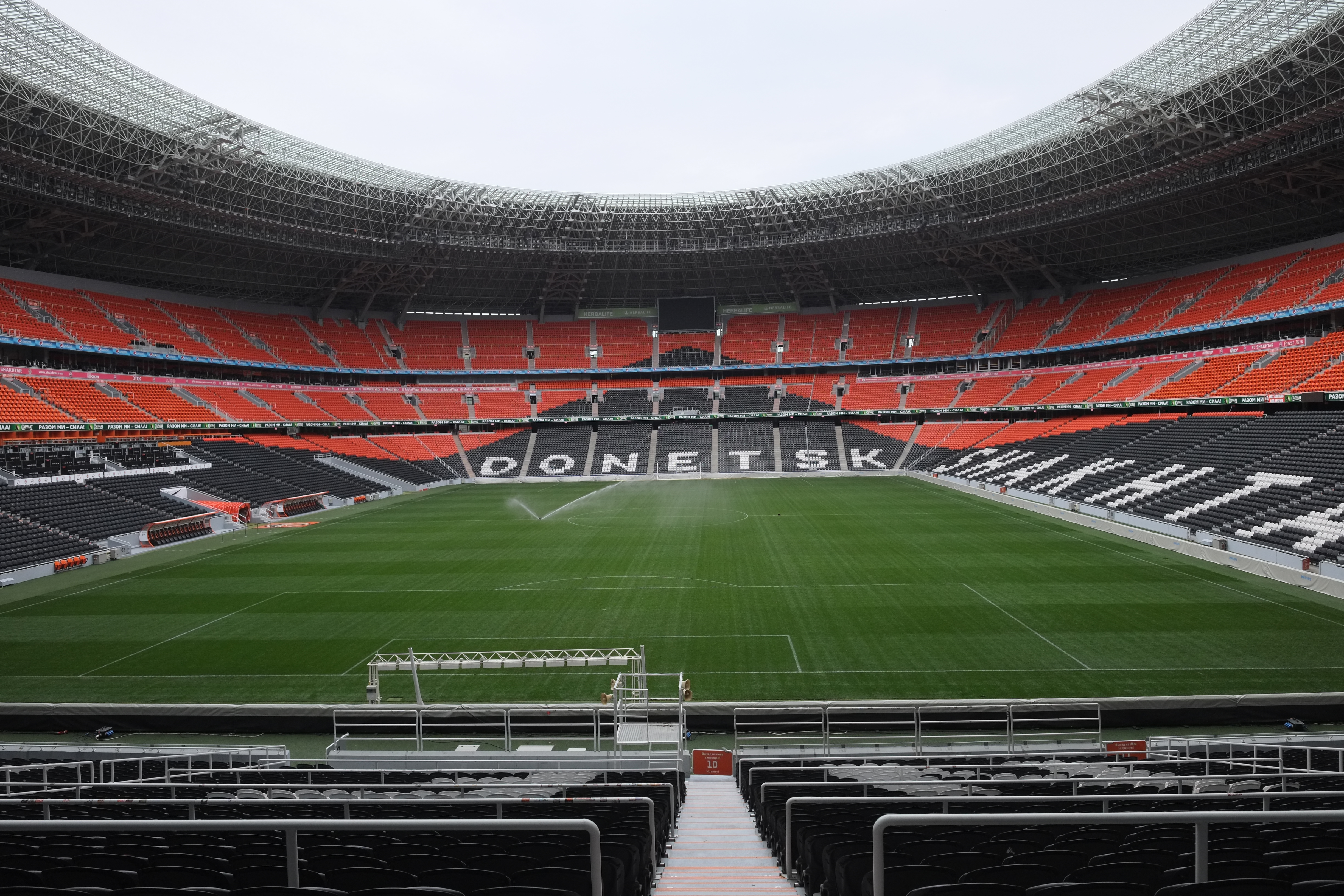
Donbass Arena

Schachtar Donezk trug seit 1936 seine Heimspiele in dem 31.718 Zuschauer fassenden Zentralstadion Schachtar aus, das am 5. September 1936 eröffnet wurde. Von März 2004 bis August 2009 diente das im Jahre 1958 erbaute Multifunktionsstadion RSK Olimpijskyj mit einer Zuschauerkapazität von 25.831 als Heimspielstätte. Am 29. August 2009 wurde in Donezk das moderne Fußballstadion Donbass Arena nach einer dreijährigen Bauzeit eröffnet. Die neue Arena hat eine Kapazität von 51.504 Zuschauerplätzen.
Am 23. August 2014 wurde das Stadion durch zwei Explosionen infolge von Kämpfen beschädigt.
Wegen der Kämpfe in der Region Donezk im Zusammenhang mit dem Krieg in der Ukraine wurde entschieden, in der Saison 2014/15, in der Saison 2015/16 und zunächst in der Saison 2016/17 die Heimspiele von Schachtar in der Arena Lwiw auszutragen. Zur Rückrunde der Saison 2016/17 beschloss der Verein, die Heimspiele von nun an im Metalist-Stadion im ostukrainischen Charkiw auszutragen, da in dieser Region der Zuspruch der Fans höher ist. In Lwiw kamen oft nur wenige Zuschauer ins Stadion.
Im Mai 2020 zog die Mannschaft in das Olympiastadion Kiew. Aufgrund des russischen Überfalls auf die Ukraine 2022 fanden die Heimspiele in der Champions-League-Saison 2022/23 im Stadion Wojska Polskiego in der polnischen Hauptstadt Warschau statt. Die Heimspiele in der Champions-League-Saison 2023/24 wurden im Volksparkstadion in Hamburg ausgetragen. Für die Saison 2024/25 der UEFA Champions League weicht Schachtar in die Arena AufSchalke des FC Schalke 04 in Gelsenkirchen aus.

## Erfolge

### National
- Meisterschaft:
  - Ukrainischer Meister (15): 2002, 2005, 2006, 2008, 2010, 2011, 2012, 2013, 2014, 2017, 2018, 2019, 2020, 2023, 2024
  - Sowjetischer Vizemeister (3): 1972, 1975, 1979
- Pokalsieger:
  - Ukrainischer Pokalsieger (15): 1995, 1997, 2001, 2002, 2004, 2008, 2011, 2012, 2013, 2016, 2017, 2018, 2019, 2024, 2025
  - Ukrainischer Supercupsieger (9): 2005, 2008, 2010, 2012, 2013, 2014, 2015, 2017, 2021
  - Sowjetischer Pokalsieger (4): 1961, 1962, 1980, 1983
  - Sowjetischer Supercupsieger (1): 1983

### International
- UEFA-Pokal – Sieger: 2008/09
- UEFA Champions League – Viertelfinalist: 2010/11
- Channel One Cup – Sieger: 2006, Finalist: 2008
- Uhrencup-Sieger 2009

## Trainer
(unvollständig)
- 1953–1956:  Alexander Ponomarjow
- 1956–1958:  Oleg Schukow
- 1960–1969:  Oleg Oschenkow
- 1972–1973:  Oleg Basilewitsch
- 1974–1978:  Wladimir Salkow
- 1979–1985:  Wiktor Nossow
- 1986–1986:  Oleg Basilewitsch
- 1987–1989:  Anatolij Konkow
- 1989–1994:  Waleri Jaremtschenko
- 1995–1995:  Wladimir Salkow
- 1996–1998:  Waleri Jaremtschenko
- 1998–1999:  Anatoli Byschowez
- 2000–2001:  Wiktor Prokopenko
- 2002–2002:  Nevio Scala
- 2003–2004:  Bernd Schuster
- 2004–2016:  Mircea Lucescu
- 2016–2019:  Paulo Fonseca
- 2019–2021:  Luis Castro
- 2021–2022:  Roberto De Zerbi
- 2022–2023:  Igor Jovićević
- 2023:  Patrick van Leeuwen
- 2023–2025:  Marino Pušić
- 2025– :  Arda Turan

## Aktueller Kader 2024/25
Stand: 6. Januar 2025
| Nr. |           | Position | Name              |
| --- | --------- | -------- | ----------------- |
| 12  | Ukraine   | TW       | Tymur Puzankov    |
| 31  | Ukraine   | TW       | Dmytro Risnyk     |
| 48  | Ukraine   | TW       | Denis Tvardovsky  |
| 72  | Ukraine   | TW       | Kiril Fessjun     |
| 5   | Ukraine   | AB       | Walerij Bondar    |
| 13  | Brasilien | AB       | Pedro Henrique    |
| 16  | Georgien  | AB       | Irakli Azarovi    |
| 17  | Brasilien | AB       | Vinícius Tobias   |
| 18  | Tunesien  | AB       | Alaa Ghram        |
| 22  | Ukraine   | AB       | Mykola Matwijenko |
| 26  | Ukraine   | AB       | Juchym Konoplja   |
| 74  | Ukraine   | AB       | Marian Faryna     |
| 6   | Ukraine   | MF       | Taras Stepanenko  |
| 8   | Ukraine   | MF       | Dmytro Kryskiw    |
| 10  | Ukraine   | MF       | Heorhij Sudakow   |
| 21  | Ukraine   | MF       | Artem Bondarenko  |
| 24  | Ukraine   | MF       | Viktor Tsukanov   |

| Nr. |               | Position | Name               |
| --- | ------------- | -------- | ------------------ |
| 29  | Ukraine       | MF       | Jehor Nasaryna     |
| 30  | Brasilien     | MF       | Marlon Gomes       |
|     | Brasilien     | MF       | Maycon             |
|     | Ukraine       | MF       | Andriy Totovytskyi |
| 2   | Burkina Faso  | ST       | Lassina Traoré     |
| 7   | Brasilien     | ST       | Eguinaldo          |
| 9   | Ukraine       | ST       | Marjan Schwed      |
| 11  | Ukraine       | ST       | Oleksandr Subkow   |
| 14  | Ukraine       | ST       | Danylo Sikan       |
| 20  | Ukraine       | ST       | Anton Hlushchenko  |
| 34  | Ukraine       | ST       | Ivan Petryak       |
| 37  | Brasilien     | ST       | Kevin              |
| 38  | Brasilien     | ST       | Pedrinho           |
| 39  | Brasilien     | ST       | Newerton           |
| 77  | Tadschikistan | ST       | Khusrav Toirov     |
|     | Venezuela     | ST       | Kevin Kelsy        |

## Bekannte ehemalige Spieler
| Ukraine und GUS - Henrich Mchitarjan - Wladimir Marganija - Wiktor Onopko - Serhij Schtscherbakow - Witalij Staruchin - Wjatscheslaw Tschanow - Marko Dević - Oleksij Bjelik - Oleksij Haj - Oleksandr Hladkyj - Wolodymyr Jeserskyj - Serhij Rebrow - Oleh Schelajew - Bohdan Schust - Jewhen Selesnjow - Wjatscheslaw Swiderskyj - Anatolij Tymoschtschuk - Andrij Worobej | Europa - Stipe Pletikosa - Darijo Srna - Cristiano Lucarelli - Wojciech Kowalewski - Mariusz Lewandowski - Daniel Florea - Ciprian Marica - Răzvan Raț - Flavius Stoican - Igor Duljaj - Milan Jovanović - Predrag Ocokoljić - Zvonimir Vukić - Jan Laštůvka - Tolga Seyhan | Südamerika - Brandão - Elano - Fernandinho - Fred - Jádson - Maicon - Matuzalém - Ivan - Willian - Marcelo Moreno - Luiz Adriano - Douglas Costa | Nord- und Mittelamerika - Nery Castillo |

## Dokumentarfilm
- Jakob Preuss: The Other Chelsea – Eine Geschichte aus Donezk, D/UK 2010, ausgestrahlt im ZDF am 28. Juni 2011, 0.15 Uhr.